# Ferrari SF16-H
O Ferrari SF16-H e carro que soi utilizado pela Scuderia Ferrari na Temporada de Fórmula 1 de 2016, foi pilotado pelos campeões mundiais Sebastian Vettel e Kimi Räikkönen.
Seu lançamento foi realizado no dia 19 de fevereiro, através da internet. A equipe resgata o uso da faixa branca envolta do cockpit desde 1993 que foi utilizada nos anos 70 e também nos anos 90, sendo que Niki Lauda, conquistou dois titulos na Ferrari em 1975 e 1977, e a equipe busca neste ano, ao menos igualar seu ritmo ao da rival Mercedes, que dominou a categoria nos últimos dois anos.

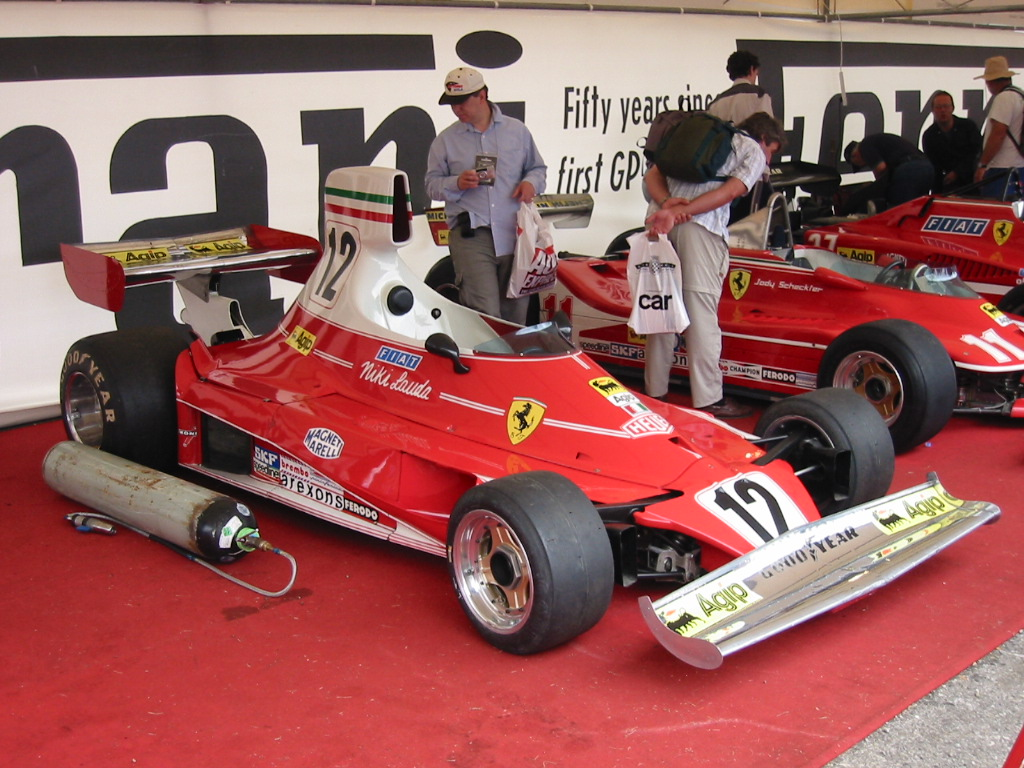
O modelo 312 T da Ferrari de 1975 que tem uma faixa branca envolta do cockpit, serão as mesmas características do modelo SF16-H.

## Pré-Temporada
A simples observação do quadro dos tempos da pré-temporada poderia indicar que Raikkonen e Vettel dispõem do carro mais rápido no início do campeonato, afinal o finlandês estabeleceu o melhor tempo e Vettel, o segundo. A verdade mesmo vai surgir na Austrália, mas como já adiantado os pneus ultramacios usados pelos dois têm enorme responsabilidade nesse resultado.
A análise dos tempos volta a volta, em condição de corrida, em especial nos dois últimos dias, quando os pilotos das duas equipes estavam na pista com pneus médios a maior parte do tempo, sugerem que Hamilton e Rosberg têm um carro mais rápido. Ao fim das séries entre 18 e 21 voltas das simulações, o tempo total acumulado por Vettel foi cerca de 12 segundos pior que o de Rosberg, numa das checagens de ontem, o que dá uma vantagem média de seis décimos ao piloto da Mercedes por volta. 
Não é um dado conclusivo, mas o verificado nas outras simulações foram ainda mais favoráveis a Mercedes, o que não deixa de sugerir, de novo, sua maior velocidade nesse momento da preparação de ambas, como também parece ser o caso na condição de classificação.

## Desempenho
Após o salto de qualidade em 2015, a Ferrari promete dar outro salto, agora para, enfim, disputar o título com a Mercedes. Nos testes de pré-temporada, liderou cinco das oito sessões e mostrou que, se não tiver no mesmo nível, nunca esteve tão próxima das Mercedes.

## Estatísticas
| Sebastian Vettel | X              | Kimi Räikkönen |
| 212              | Pontos         | 186            |
| 0                | Vitórias       | 0              |
| 0                | Pole Positions | 0              |
| 3                | Volta Rápida   | 1              |
| 7                | Pódios         | 4              |
| 3                | Abandonos      | 4              |